# 埃斯卡纽埃拉
埃斯卡纽埃拉，是西班牙安达卢西亚自治区哈恩省的一个市镇。总面积14平方公里，总人口962人（2001年），人口密度69人/平方公里。